# Intel 80188
De Intel 80188 is een versie van de Intel 80186-microprocessor met een externe 8-bits-gegevensbus, in plaats van de 16-bitsbus van de 80186. Omdat hierdoor minder aansluitpennen nodig zijn, kan de processor in een kleinere behuizing gegoten worden dan de 80186. Ook maakt dit het in sommige gevallen makkelijker om de processor te verbinden met 8-bits-randapparatuur. Intern komt de architectuur van de 80188 echter volledig overeen met die van de 80186. De eerste exemplaren werden in 1980 geproduceerd.
Evenals de 8086, kenmerkt de 80188 zich door vier algemene 16-bits-registers, die ook als 8 registers van 8 bits kunnen worden aangesproken. Hij omvat ook zes speciale registers met 16 bits, zoals de stapelwijzer (stack pointer), instructiewijzer (instruction pointer), indexregisters en een statusregister.
Verder heeft deze microprocessor ook vier 16-bitssegmentsregisters die het aanspreken van meer dan 64 kilobyte geheugen toelaten.